# Michael Haydn
Pour les articles homonymes, voir Haydn (homonymie).
Pour le général américain, voir Michael Hayden
 (décembre 2017).
Johann Michael Haydn, ou Michel Haydn, est un compositeur autrichien, né le 14 septembre 1737 à Rohrau (Autriche) et décédé le 10 août 1806 à Salzbourg. Il est le frère cadet de Joseph Haydn (1732–1809).

## Biographie
Johann Michael Haydn est né en 1737 dans le village de Rohrau sur la Leitha en Basse-Autriche, près de la frontière hongroise. Son père Mathias Haydn était charron et sa mère Maria, née Keller, cuisinière au palais du comte von Harrach. 
Comme son frère ainé, Joseph Haydn, il reçoit une éducation musicale dans la maîtrise de la cathédrale Saint-Étienne de Vienne, dirigée par Georg Reutter. Il étudie également le violon et l’orgue. Il complète ensuite son éducation au séminaire jésuite. 
Après avoir occupé divers emplois de maître de chapelle, il finit par être nommé, en 1763, maître de concert (« Konzertmeister », c'est-à-dire premier violon, également chargé de diriger l'orchestre) et compositeur à la cour du comte de Colloredo-Waldsee, prince-archevêque de Salzbourg. En 1777, il devient organiste de la cathédrale de Salzbourg et aura notamment pour élèves Carl Maria von Weber et Anton Diabelli.
Le 17 août 1768, il épouse la chanteuse Maria Magdalena Lipp (1745–1827) avec qui il eut une fille, Aloisia Josefa, morte en bas âge. 
Maria Magdalena tint le rôle de la Miséricorde dans la cantate Die Schuldigkeit des ersten Gebots, puis celui de Tamiri dans Il re pastore, deux œuvres de jeunesse de Wolfgang Amadeus Mozart. En effet, grand admirateur des frères Haydn, ses aînés de vingt ans, Mozart a beaucoup étudié leurs compositions et s'en est inspiré à maintes reprises[réf. nécessaire]. Mozart a demandé à son père, qui jalousait Michael Haydn[réf. nécessaire], de lui envoyer les nouvelles compositions de son collègue de Salzbourg, spécialement tout ce qui relevait du contrepoint et de l'orgue.
À sa mort, l'archevêque de Salzbourg fit des obsèques solennelles au cadet des Haydn.

## Œuvres
Ses œuvres comportent plus de huit cents compositions, essentiellement religieuses. Dans ce total distinguons les 150 compositions instrumentales, dont 41 symphonies. C’était un homme timide et réservé qui fuyait les éloges du public, ce qui explique en partie pourquoi il a pu tomber dans un relatif oubli. Cependant, ses contemporains parlaient de lui comme d’un artiste qui, particulièrement pour la musique sacrée, pouvait être situé au tout premier rang. 
On relèvera notamment son superbe et solennel Requiem de 1771 chanté avec orchestre à Salzbourg, tandis que parmi le public se trouvaient Mozart père et fils. Il est indubitable que le Requiem de Mozart, composé en 1791, s'inspire par sa texture orchestrale, ses harmonies, ses équilibres architecturaux, aussi bien du Requiem de Michael Haydn créé vingt ans plus tôt que de celui d'Antonio Rosetti (daté de 1776).
| - 1.1 Symphonies (43) - 1.2 Concertos (12) - 1.3 Sérénades, cassations, nocturnes, divertimenti (21) - 1.4 Autre forme orchestrale (1) - 1.5 Ballets (3) - 1.6 Danses, Menuets (20) - 1.7 Marches (15) - 1.8 Quintettes (5) - 1.9 Quatuors (19) - 1.10 Sonates en trio (10) - 1.11 Sonates en duo (4) - 1.12 Sonates (2) - 1.13 Compositions pour clavier (19) - 1.14 Orchestration inconnue (1) | - 2.1 Antiennes (47) - 2.2 Cantates (5) - 2.3 Cantiques (65) - 2.4 Graduels (130) - 2.5 Hymnes (16) - 2.6 Messes (47) - 2.7 Motets (7) - 2.8 Offertoires (65) - 2.9 Oratorios (7) - 2.10 Psaumes (19) - 2.11 Requiem (3) - 2.12 Autres (42) | - 3.1 Arias (8) - 3.2 Canons (65) - 3.3 Cantates (14) - 3.4 Lieder (97) - 3.5 Opéras (1) - 3.6 Serenate (1) - 3.7 Singspiels (11) - 3.8 Chansons (46) |

#### Symphonies

##### Catalogues
Les symphonies de Michael Haydn ont été classées et numérotées dans différents catalogues. Le catalogue Perger datant de 1907, de la musique instrumentale de Michael Haydn, utilise des nombres de 1 à 52. Le catalogue de Sherman de 1982 liste 41 symphonies authentiques plus quatre qui ont été attribuées à tort à Haydn. Le catalogue Sherman & Donley de 1993 ne fait aucune référence à la numérotation antérieure de Sherman et comprend quelques symphonies éventuellement antérieures à celle étiquetée nº 1 par Sherman.
Cependant, la numérotation de Sherman de 1982, avec quelques retouches, a été généralement utilisée par les labels de disques. Ces retouches découlent des éléments suivants :
- a) de nouvelles données suggèrent des datations légèrement différentes, affectant les symphonies appartenant aux groupes suivants : {4, 5, 6, 7, 8, 9, 10}, {16, 17} et {22, 23}
- b) la découverte de quatre symphonies que l'on pense avoir été écrites en 1758, peut-être après l'œuvre identifiée comme Symphonie nº 1 par Sherman en 1982, mais certainement avant la Symphonie en ut majeur de 1761, - qui est identifiée sous le nº 2 dans les deux catalogue de Perger et de Sherman de 1982. Ces quatre symphonies portent donc le numéro 1 suivi de la lettre A, B, C ou D.

Les numéros MH font référence au catalogue Sherman de 1993.
Plusieurs des symphonies de Michael ont d'abord été attribuées à son frère Joseph Haydn. Quelques autres symphonies ont été attribuées à Mozart.

##### Liste
- Symphonie no 1, en ut majeur, MH 23 (Perger 35)
- Symphonie no 1A, en ré majeur, MH 24 (1758?)
- Symphonie no 1B, en fa majeur, MH 25 (1758?)
- Symphonie no 1C, en mi bémol majeur, MH 35 (Perger 1)
- Symphonie no 2, en ut majeur, MH 37 (Perger 2), 1761
- Symphonie no 3, en sol majeur, 1763
- Symphonie no 4, en si bémol majeur, MH 62 (Perger 51), 1763
- Symphonie no 5, en la majeur, MH 63 (Perger 3), 1763
- Symphonie no 6, en ut majeur, MH 64 (Perger 4), 1764
- Symphonie no 7, en mi majeur, MH 65 (Perger 5), 1764
- Symphonie no 8, en ré majeur, MH 69 (Perger 38)
- Symphonie no 9, en ré majeur, MH 50 (Perger 36), 1766
- Symphonie no 10, en fa majeur, MH 51 (Perger 45)
- Symphonie no 11, en si bémol majeur, MH 82/184 (Perger 9), 1766
- Symphonie no 12, en sol majeur, MH 108 (Perger 7), 1768
- Symphonie no 13, en ré majeur, MH 132 (Perger 37), 1768
- Symphonie no 14, en si bémol majeur, MH 133 (Perger 52), 1768-70
- Symphonie no 15, en ré majeur, MH 150 (Perger 41)
- Symphonie no 16, en la majeur, MH 152 (Perger 6), 1770-71
- Symphonie no 17, en mi majeur, MH 151 (Perger 44)
- Symphonie no 18, en ut majeur, MH 188 (Perger 10), 1773
- Symphonie no 19, en ré majeur, MH 198 (Perger 11), 1774
- Symphonie no 20, en ut majeur, MH 252 (Perger 12), 1777
- Symphonie no 21, en ré majeur, MH 272 (Perger 42), 1778
- Symphonie no 22, en ré majeur, MH 287 (Perger 43), 1779
- Symphonie no 23, en fa majeur, MH 284 (Perger 14)
- Symphonie no 24, en la majeur, MH 302 (Perger 15), 1781
- Symphonie no 25, en sol majeur, MH 334 (Perger 16), voir la Symphonie no 37 de Mozart, 1783
- Symphonie no 26, en mi bémol majeur, MH 340 (Perger 17), 1783
- Symphonie no 27, en si bémol majeur, MH 358 (Perger 18), 1784
- Symphonie no 28, en ut majeur, MH 384 (Perger 19), 1784
- Symphonie no 29, en ré mineur, MH 393 (Perger 20), 1784
- Symphonie no 30, en ré majeur, MH 399 (Perger 21), 1785
- Symphonie no 31, en fa majeur, MH 405 (Perger 22), 1785
- Symphonie no 32, en ré majeur, MH 420 (Perger 23), 1786
- Symphonie no 33, en ré majeur, MH 24, 1786
- Symphonie no 34, en mi bémol majeur, MH 473 (Perger 26), 1788
- Symphonie no 35, en sol majeur, MH 474 (Perger 27), 1788
- Symphonie no 36, en si bémol majeur, MH 475 (Perger 28), 1788
- Symphonie no 37, en ré majeur, MH 476 (Perger 29), 1788, 1788
- Symphonie no 38, en fa majeur, MH 477 (Perger 30), 1788
- Symphonie no 39, en ut majeur, MH 478 (Perger 31), Salzbourg 1788
- Symphonie no 40, en fa majeur, MH 507 (Perger 32), Salzbourg 1789
- Symphonie no 41, en la majeur, MH 508 (Perger 33), Salzbourg 1789
- Symphonie en fa majeur, MH 25
- Symphonie en sol majeur, MH 26
- Final de Symphonie en si bémol majeur, MH 184 (Perger [9])

### Musique concertante
- Concerto pour violon en sol majeur, P 52
- Concerto pour violon en ut majeur, P 53
- Concerto pour violon en la majeur, MH 207
- Concerto pour flûte, P 54
- Concerto pour trompette no 2 en do majeur, MH 60
- Concerto pour trompette en ré majeur, MH 104
- Concerto pour trompettes en ré mineur
- Concertino pour cor en ré majeur

### Opéra et musique pour la scène
- Rebekka als Braut, MH 76 (Perger [47])
- Der Traum, pantomime en deux actes, MH 84 (Perger 133)
- Endimione, serenata, MH 186, 1776, peut-être 1773
- Der Bassgeiger zu Wörgl, MH 205, 1773–75
- Zaïre, musique pour la tragédie de Voltaire, MH 255 (Perger 13)
- Andromeda und Perseus, opera seria en deux actes, MH 438 (Perger 25), 1787

### Musique sacrée
- Missa in honorem Sanctissimae Trinitatis, MH 1
- Missa Sanctae Cyrilli et Methodii, MH 13
- Missa Beatissimae Virginis Mariae, MH 15
- Missa in honorem Sancti Josephi, MH 16
- Missa Sancti Gabrielis, MH 17
- Te Deum, MH 28
- Messe C-Dur, MH 42
- Missa Sancti Francisci Seraphici (1a), MH 43
- Messe C-Dur, MH 44 (Perger deest)
- Missa Sanctae Crucis, MH 56
- Missa dolorum Beatae Virginis Mariae, MH 57 (= identique à MH 552)
- Missa Sancti Raphaelis, MH 87
- Missa Sancti Nicolai Tolentini, MH 109/MH 154
- Missa Sancti Francisci Seraphici (1b), MH 119
- Missa pro defuncto Archiepiscopo Sigismundo (« Schrattenbach-Requiem »), en ut mineur, MH 155
- Missa Sancti Joannis Nepomuceni, MH 182
- Missa Sancti Hieronymi, Oboenmesse, MH 254
- Missa Sancti Aloysii, MH 257
- Missa in Honorem St. Ruperti (Jubiläumsmesse) en ut majeur, MH 322
- Sancti Dei MH 328
- Missa Hispanica (Missa a due cori), MH 422
- Missa in honorem Sancti Gotthardi (Missa Admontis), MH 530
- Missa in honorem Sanctae Ursulae (Chiemseemesse), MH 546
- Missa pro Quadragesima, MH 551
- Missa Quadragesimalis, MH 552 (a-Moll)
- Missa Tempore Quadragesimae et Adventus, MH 553
- Missa pro defunctis, Requiem in c-Moll, MH 559 (Perger deest) / scripsit Georg Pasterwitz (1730-1803)!
- Deutsches Hochamt « Hier liegt vor deiner Majestät », MH 536
- Deutsches Hochamt « Hier liegt vor deiner Majestät » (« Haydn-Messe »), MH 560
- Deutsches Hochamt, MH 602
- Deutsches Hochamt, MH 642
- Missa sub titulo Sanctae Theresiae, MH 797 (MH 796 sans la fugue du Gloria)
- Te Deum, MH 800
- Missa sub titulo Sancti Francisci Seraphici, MH 826
- Missa sub titulo Sancti Leopoldi in festo Innocentium, MH 837
- Missa pro defunctis, Requiem en si bémol majeur (inachevée), MH 838
- Antiphonarium ad usum chori Rothensis, de 1791